# ジャガー静岡
株式会社ジャガー静岡（ジャガーしずおか）は、静岡県静岡市駿河区にある、高級車とスポーツカーを中心に製造しているイギリスの自動車メーカージャガーとランドローバーの正規ディーラーを運営する企業。

## 概要
ジャガーとランドローバーの新車販売、中古車販売、整備、取り扱う。

## 沿革
- 1989年（平成元年）4月 - 設立。
- 1992年（平成4年） - ジャガー静岡三島営業所　設立。（途中、ジャガー三島へ名称変更）
- 2011年（平成23年） - ジャガー三島を閉鎖し、ジャガー静岡と同地にて新たにランドローバーの正規ディーラーを開始。

## 取り扱いモデル
- XJ
- XK
- XF
- レンジローバーヴォーグ
- レンジローバースポーツ
- レンジローバーイヴォーク
- ディスカバリー
- フリーランダー

## ディーラー
- ジャガー・*ランドローバー静岡
  - 静岡県静岡市駿河区下川原4-26-20

- ジャガー中古車・ランドローバー中古車　アルーブドカーセンター
  - 静岡県静岡市駿河区下川原4-26-20